# Платформа N 2
Платформа N 2 — пасажирська зупинна залізнична платформа Луганської дирекції Донецької залізниці.
Розташована на сході м. Дебальцеве, Дебальцівська міська рада, Донецької області на лінії Дебальцеве — Красна Могила між станціями Дебальцеве (5 км) та Чорнухине (4 км).
Через військову агресію Росії на сході України транспортне сполучення припинене.